# Smartwater
Smartwater är ett kriminaltekniskt brottsförebyggande system består av en vätska med partiklar som innehåller en molekylsekvens som kan identifieras så att polisen dels kan identifiera den rättmätige ägaren av beslagtaget gods, dels kan binda en misstänkt kriminell till en specifik brottsplats. Systemet omfattar några varianter av vätskor som kan ges några miljarder olika kodvarianter

## Historia
Utvecklingen av SmartWater inleddes i mitten av 1990-talet av Phil Cleary, en pensionerad kriminalpolis och senare VD för SmartWater Ltd, och hans bror Mike Cleary som är kemist.